# デスノート (テレビドラマ)
『デスノート』は、2015年7月5日から9月13日まで毎週日曜日22時30分 - 23時25分に、日本テレビ系の「日曜ドラマ」枠で放送された日本のテレビドラマ。全11回。
漫画『DEATH NOTE』を原作とし、2006年に公開された実写映画版、2015年のミュージカル版に続き、初めて実写テレビドラマ化された。原作とは違うキャラクター設定でオリジナルストーリーとなり、実写映画版では描かれなかったキャラクターも登場する。
主演の窪田正孝は本作品の演技が評価され、第86回ザテレビジョンドラマアカデミー賞主演男優賞を受賞した。

## ストーリー
ここではテレビドラマ版のあらすじについて説明する
プロローグ
主人公の夜神月（やがみ ライト）は、居酒屋「大衆酒蔵 酔の助（よのすけ）」でアルバイトをしながら公務員を目指している、ごく平凡な大学生。過去に母親を亡くした際に、父親が仕事に追われていたことから、父親に確執を持っており、世の中を斜に見ていた。
ある日、親友の鴨田マサルが高校時代の同級生・佐古田源武に恐喝される現場に遭遇。恐喝をやめさせようとするも、力無く為す術もなかった月は自分の無力さを知り、「力が欲しい」と願う。
そんな月の頭上に、夜空からDeath Noteと表紙に書かれた黒いノートが落ちてきた。「名前を書かれた人間は死ぬ」という裏表紙の記述に呆れながれも、つい佐古田の名前を書いてしまう月。そして翌日、佐古田が死亡したという知らせが入り、彼はそれが本当に人間を殺せるノートであったと知る。
キラの活動開始
困惑し殺人の恐怖に怯える月の前にノートの本来の持ち主だった死神・リュークが現れる。だがリュークは月を咎めることもなく、逆に月がこのノートをどう扱うか見届けると言う。月はノートに凶悪な犯罪者たちの名を次々と書き込んで葬りはじめた。
やがて人々は、何者かによって凶悪犯が断罪されていると感づくようになる。いつしか 殺人者（＝Killer）の意味から、「キラ （KIRA）」と呼ばれるようになった。
Lによる捜査開始
国家の枠を飛び越え世界中で殺人を犯すキラの捜査・逮捕はICPO（インターポール）に委ねられた。ICPOは正体不明の名探偵・L（エル）にキラ事件の調査を依頼。Lは来日し、警視庁捜査一課に勤務する夜神総一郎（月の父親）と共にキラに挑む。
弥海砂を「第二のキラ」として逮捕したLは、夜神月をキラだと断定して拘束する。しかし、月の策略により2人は解放され、Lと共に「第三のキラ」を追うことになった月は、容疑者の火口を確保してデスノートを触り、キラとしての記憶を取り戻す。
その後、Lとの直接対決においてLの策略により敗れた月は、自身こそがキラであると自白する。しかしその直後、検事の魅上照によってデスノートに名前を書かれたことで、Lは心臓麻痺で亡くなってしまう。その後、キラによる裁きが再開され、世の中はキラによる「平和の世界」へと突き進んでいく。
妹の誘拐と父との決別
Lの後継者である天才少年N（ニア）が、キラ捜査を開始する。そんな中、捜査員の一人・日村章子ことハル・リドナーによって、月の妹の粧裕が誘拐されてしまい、デスノートと交換することを要求される。二重人格のニアから生まれたもう一つの人格メロによって、人質交換の現場を襲撃される。
その後、もう一つのデスノートによって日村を操ることでデスノートを取り戻した月だったが、そこを父親の総一郎に目撃されてしまう。総一郎は自らの名前をデスノートに書き、ノートを燃やそうとするが、月によってノートを奪われて亡くなってしまう。
ニアとの対決
ニアを逮捕すべく捜査員と共に潜伏先に踏み込むが、ニアは逃亡して月はそれを追う。ニアと対峙した月は、「死神の目」を持つ魅上照がデスノートにニアの名前を書き、勝利したかに見えた。しかし、魅上のデスノートは偽物にすり替えられており、月はキラであることを自白する。
追いつめられデスノートに名前を書こうとした月に、松田は発砲して月は負傷。魅上がガソリンに放火したため自身のデスノートが焼けてしまったことで、魅上とミサのデスノートに関する記憶が消える。さらに、月のデスノートにも火が燃え移るが、月は「死神の目」の取引を要求するが、月の身体にも火が燃え移って焼死する。

## キャスト
ここではテレビドラマ版のキャストについて説明する。登場人物の詳細は、DEATH NOTEの登場人物やそれぞれの記事を参照。
- 夜神月 - 窪田正孝、石川樹（幼少期）
- L（エル） - 山﨑賢人
- 弥海砂 - 佐野ひなこ、篠川桃音（幼少期）
- N（ニア）、メロ - 優希美青
- 夜神総一郎 - 松重豊
- ワタリ - 半海一晃
- 模木完造（偽名：模地幹市） - 佐藤二朗
- 日村章子（別の偽名：牧村妙子 / 本名：ハル・リドナー） - 関めぐみ
- 松田桃太（偽名：松井太郎） - 前田公輝
- 相沢周市（偽名：相原修次） - 弓削智久
- レイ・ペンバー（本名：マーク・ドウェルトン） - 尚玄
- 小木曽猛（偽名：小久田聡） - 野仲イサオ
- 郷田健二（偽名：郷澤誠也） - 小久保丈二
- 尾々井剛 - 寿大聡
- 火口卿介 - 柏原収史
- 樹多正彦 - 三洲悠暉
- 紙村英 - 吉澤裕介
- 鷹橋鋭一 - 小林一英
- 奈南川零司 - 越村友一
- 葉鳥新義 - 西野大作
- 三堂芯吾 - 廣瀬裕一郎
- 魅上照 - 忍成修吾、宮澤秀羽（幼少期）
- 夜神粧裕 - 藤原令子、杉堀佑衣（幼少期）
- 夜神幸子 - みやざきしほ
- 鴨田マサル- 柾木玲弥
- 諸水千智 - 大沢ひかる
- 平本研輔 - 守谷勇人
- 真島弘樹 - 松嶋亮太
- 北野マコ - 橘希
- 工藤芹夏 - 真凛
- 志茂部一朗 - 中原裕也
- キャシー・キャンベル - オリガ・M
- メイソン・フジヤマ - 一ノ瀬ワタル
- 周宇威峰 - 大山竜一
- エイデン・ハンクス - 河津浩滉
- 検察事務官 - 三貴将史

### ゲスト
- 佐古田源武 - 出合正幸
- 音原田九郎 - 田中啓三
- リンド・L・テイラー - イアン・ムーア
- 似志田九 - 赤屋板明
- 恐田奇一郎 - 外川貴博
- 裕木田努 - 崎本大海
- 村瀬 - 苗村大祐
- 白身正亜希 - 佐藤俊介
- 隅田 - 迫田孝也
- 盗見米吾郎 - もちろー
- 流河早樹[注釈 2] - 柴浩二
- マリア☆ - マリアユリコ
- ジェイソン・ウォルターソン - 厚切りジェイソン
- 真字目猛 - 木村昴
- 白場維人 - 西村雄正
- 油多川博喜 - 牧田哲也
- 魅上時枝（魅上の母親） - 上村愛香
- 月と粧裕のおば - 土屋美穂子
- アナウンサー - 梅中悠介、上田まりえ、豊田順子[注釈 3]、菅谷大介[注釈 4]
- 髭男爵
- ヒロシ
- エスパー伊東
- 安藤なつ

### 声の出演
- リューク - 福島潤[注釈 5]
- レム - 恒松あゆみ[注釈 6][4]

### モーションアクター
- リューク - 西野大作
- レム - ふるかわいずみ

## スタッフ
- 原作 - 大場つぐみ、小畑健
- 演出 - 猪股隆一、西村了[2]、岩崎麻利江
- 脚本 - いずみ吉紘[1]
- 音楽 - 服部隆之[1]
- リュークCG - デジタル・フロンティア
- CG機材協力 - クレッセント、日本ヒューレット・パッカード、エルザ・ジャパン
- 警察監修 - 尾崎祐司
- ダンス振り付け - RYONRYON.
- エキストラ - 株式会社アルテミス　ほか
- アクションコーディネート - 釼持誠
- カースタント - タカハシレーシング
- 協力プロデューサー - 吉川恵美子
- チーフプロデューサー - 神蔵克[2]
- プロデューサー - 鈴木亜希乃、大森美孝、茂山佳則[2]
- 製作協力 - 日テレアックスオン
- 製作著作 - 日本テレビ

## 放送日程
| 各話                                                                            | 放送日  | サブタイトル | 演出       | 視聴率 |
| ------------------------------------------------------------------------------- | ------- | --- | ---------- | ------ |
| 第01話                                                                          | 7月5日  | 伝説の大人気コミック遂にドラマ化! 死のノートで壮大な野望を抱く殺人鬼と天才探偵による命がけの頭脳戦・今夜幕開け! | 猪股隆一   | 16.9%  |
| 第02話                                                                          | 7月12日 | 全世代で話題沸騰の新ドラマ 激突! 迫り来る天才Lの刺客                                                            | 猪股隆一   | 12.3%  |
| 第03話                                                                          | 7月19日 | Lの仕掛けた罠にキラ絶体絶命! 逆襲への最後の切り札とは!?                                                         | 西村了     | 08.7%  |
| 第04話                                                                          | 7月26日 | 衝撃の出会い…キラ対Lついに直接対決! 張りめぐらされた罠                                                          | 西村了     | 10.6%  |
| 第05話                                                                          | 8月2日  | キラ驚きの行動へ! ついに捜査本部へ潜入、Lと再び直接対決                                                         | 猪股隆一   | 08.2%  |
| 第06話                                                                          | 8月9日  | ついにキラ逮捕! 僕がキラだ…自白に隠された驚愕の作戦とは                                                         | 西村了     | 10.2%  |
| 第07話                                                                          | 8月16日 | 全てはキラの計画通り…L、死へのカウントダウン最終決戦へ                                                          | 岩﨑麻利江 | 11.6%  |
| 第08話                                                                          | 8月23日 | さらば正義の探偵…ノートに書かれた名前は、L・ローライト                                                          | 猪股隆一   | 11.4%  |
| 第09話                                                                          | 8月30日 | Lは俺が殺した…告白に隠された逆転劇・復讐を誓いニア始動                                                          | 岩﨑麻利江 | 11.7%  |
| 第10話                                                                          | 9月6日  | ニア暴走の果て、暴かれる息子の正体! 父の名前がノートに…                                                         | 西村了     | 11.4%  |
| 最終話                                                                          | 9月13日 | 今夜最終回! 驚愕の結末! 最後の戦いを1秒も見逃すな!                                                              | 猪股隆一   | 14.1%  |
| 平均視聴率 11.8％（視聴率は関東地区・世帯・リアルタイム、ビデオリサーチ社調べ） |         | |            |        |